# Gar el Hama III
Gar el Hama III er en dansk stumfilm fra 1914, der er instrueret af Robert Dinesen efter manuskript af Fritz Magnussen. I filmen ses Aage Hertel for tredje gang som Gar el Hama, mens Robert Dinesen er hovedmodstanderen, løjtnant Erskin.

## Handling
Denne artikel mangler et handlingsreferat. Hjælp os med at skrive det.

## Medvirkende
- Aage Hertel - Gar-el-Hama
- Johannes Ring - Konsul Johannidis
- Ebba Thomsen - Katarina, konsulens datter
- Robert Dinesen - Løjtnant Erskin
- Svend Kornbeck - Tom Handie, lods
- Franz Skondrup
- Dagmar Kofoed
- Birger von Cotta-Schønberg
- Vita Blichfeldt
- Peter Jørgensen
- Ingeborg Olsen
- Holger Syndergaard